# Jascha Brodsky
Jascha Brodsky   (Khàrkiv, 6 de juny de 1907 - Ocala, 3 de març de 1997) va ser un violinista i professor ucraïnès-estatunidenc.
Brodsky va començar els estudis de violí amb el seu pare violinista als sis anys. Més tard va estudiar al conservatori de Tbilisi, Geòrgia, i el 1926 ja actuava amb èxit a tota la Unió Soviètica. Aquell mateix any, va anar a París a estudiar amb Lucien Capet. Allà també va tocar obres de Serguei Prokófiev (Concert per a violí núm. 1) i va actuar amb el pianista Vladimir Horowitz i els violinistes Nathan Milstein i Mischa Elman.
Poc després es va traslladar de nou a Bèlgica per estudiar amb el llegendari Eugène Ysaÿe. El 1930 es va traslladar a Amèrica per estudiar amb Efrem Zimbalist al "Curtis Institute of Music". Al costat dels seus companys de classe Orlando Cole, Max Aronoff i Benjamin Sharlip, Brodsky va formar el 1932 un conjunt que més tard s'anomenaria Curtis String Quartet i que fou el primer violinista del quartet fins que el grup es va dissoldre el 1981 després de la mort del violista del quartet, Max Aronoff.
Brodsky es va incorporar a la facultat del "Curtis Institute" el 1932 i va romandre allà fins just després de la Segona Guerra Mundial, quan, amb la resta del Quartet de corda Curtis, va renunciar per discrepàncies amb algunes de les polítiques de l'escola per ajudar a fundar la Nova Escola de Música. Després de tornar a incorporar-se a la facultat a principis dels anys cinquanta, va romandre durant prop de cinquanta anys i va ser nomenat més tard a la càtedra Efrem Zimbalist d'Estudis sobre violí, càrrec que va ocupar fins a la seva mort el 1997. Pedagog respectat, els seus estudiants estan molt dispersos entre les millors institucions musicals del món. Entre els seus estudiants hi ha Hilary Hahn, Joseph de Pasquale, Leila Josefowicz, Choong-Jin Chang, Juliette Kang, Judith Ingolfsson, Herbert Greenberg, Joey Corpus, Chin Kim i Shira Katsman.
Amb Aronoff, Brodsky va fundar la Nova Escola de Música a Filadèlfia quan van decidir que hi havia una necessitat actual de formar músics específicament per a una carrera de música de cambra o d'orquestra. El 1986, The New School of Music es va fusionar amb el "Boyer College of Music and Dance" de la Universitat de Temple, on Brodsky va ser nomenat professor emèrit. Va ensenyar a l'escola fins a la seva jubilació el 1996.
Va morir a Ocala, Florida, el 1997.
En una investigació del "Philadelphia Inquirer" del 2019, Lara St. John i altres quatre dones anonimes van acusar Brodsky d'agredir-les sexualment quan eren estudiants seus. Van al·legar que després de denunciar els seus avanços a l'administració de Curtis, van ser burlats i les seves denúncies van ser ignorades. Curtis havia contractat el despatx d'advocats Morgan Lewis el 2013 per investigar les acusacions de St. John, però la firma només va entrevistar dues persones i va concloure que no calia cap investigació addicional. El novembre de 2019, Curtis va contractar l'empresa Cozen O'Connor per dur a terme una altra investigació independent sobre les acusacions de St. John, així com altres possibles incidents d'agressions i abusos sexuals, prometent posar a disposició del públic l'informe complet. El 22 de setembre de 2020, Curtis va publicar l'informe, en què els advocats que el van preparar —Gina Maisto Smith i Leslie Gomez, exfiscals d'abusos infantils i delictes sexuals— van concloure que Brodsky havia abusat i violat sexualment St. John durant el 1985 –86 curs escolar, període durant el qual tenia 14 i 15 anys. Smith i Gómez van concloure a més que Curtis s'havia quedat "curt en la seva resposta institucional" en diversos punts quan St. John va informar l'escola del que havia fet Brodsky. L'escola va emetre disculpes i es va comprometre amb noves polítiques i accions per prevenir futurs abusos sexuals i facilitar la notificació als supervivents.